# Membre superior
El membre o extremitat superior és cadascuna de les extremitats que es fixen a la part superior del tronc. Està compost per 4 parts fàcilment distingibles: mà, avantbraç, braç i cintura escapular. En altres paraules va des de l'espatlla fins als dits. Té un total de 32 ossos i 42 músculs.
Com es podrà apreciar més endavant, després de la segmentació del membre, és un error molt constant citar-lo com a "braç". Aquest terme només s'assigna al segon segment del membre superior localitzat entre l'espatlla i el colze.

Ossos de l'extremitat superior.

## Cintura escapular
La cintura escapular està composta per l'escàpula i la clavícula, dos a cada costat, que fixen els membres superiors a la part superior del tronc -tòrax- a nivell de les espatlles.

### Escàpula
Té tres fosses: subescapular, supraespinosa i infraespinosa. La fossa subescapular és anterior i és el lloc d'origen del múscul subescapular. La fossa supraespinosa és posterior i superior i és el lloc d'origen del múscul supraespinós. La fossa infraespinosa és posterior i inferior i és el lloc d'origen del múscul infraespinós. La fossa supraespinosa i infraespinosa queden dividides per l'espina, que acaba a l'acròmion.
Té dues vores: axil·lar i vertebral. En la vora vertebral s'incerten els músculs romboides, i en l'axil·lar els músculs rodons. Té una apòfisi anomenada coracoides, on s'originen el múscul coracobraquial i múscul bíceps braquial, i on s'incerta el múscul pectoral menor. L'acròmion és l'extensió de l'espina i és el lloc d'articulació amb la clavícula.

### Clavícula
Té forma de "s". Les seves parts són: cap, cos i vores. La vora esternal s'articula -com el seu nom indica- amb l'estèrnum, mentre que la vora acromial ho fa amb l'acròmion.

## Braç
El seu esquelet està format per un sol os: l'húmer.

## Avantbraç
Està format pel cúbit i el radi.

## Mà
Té un esquelet complex, format per:
- Carp
- Metacarp
- Falanges